# Kånstahögarna
Kånstahögarna är två gravhögar från järnåldern, omkring 500 e.Kr. De ligger på var sin sida om Riksväg 52 mellan Sköllersta och Odensbacken i Hallsbergs kommun, Örebro län. Den större graven mäter ca 20 meter i diameter och är 3,5 meter hög. Den ligger i söder. Den mindre högen är 13 meter i diamter och 2,5 meter hög.
Enligt sägnen bodde det två kungar, kung Åmund och kung Sigge,  i fornborgarna Tarstaborg och Omhällsberg. De var i ständig strid med varandra. När de dog begravdes de i var sin hög i Kånsta.
Högarna är inte utgrävda.